# Ljudski genom
Ljudski genom jest potpuni skup svih genskih informacija u ljudskoj vrsti (Homo sapiens sapiens). Sadržana je u sekvencijama DNK-a unutar 23 kromosomska para u staničnoj jezgri i u maloj molekuli DNK-a koji se nalazi unutar mitohondrija. Ljudski genom obuhvaća i gene DNK-a koji kodiraju proteine i nekodirajući DNK. Haploidni ljudski koji se nalaze u jajnim i stanicama spermija) sastoje se od tri milijarde baznih parova DNK-a, dok diploidni genom koji se nalazi u somatskim stanicama ima dvostruko više DNK-a. Postoje značajne razlike među između genoma unutar pripadnika ljudske vrste (0,1%), to je mnogo manje nego razlike između ljudske vrste i njihovih najbližih primatskih srodnika, čimpanza (oko 4 %) i bonoba.
Početak kartiranja ljudskog genoma sežu u 1986. godinu. Projekt humanog genoma započet je 1990. godine.
Ljudski mitohondrijski DNK prvi je znatni dio ljudskog genoma koji je sekvenciran.